# 혼고촌 (효고현)
혼고촌(本郷村)은 효고현 히카미군에 있던 촌이다. 현재의 단바시 히카미정의 남동부에 해당한다..

## 역사
- 1889년 4월 1일 - 정촌제 시행에 의해 히카미군 혼고촌이 성립하였다.
- 1907년 12월 1일 - 이소촌과 합병해 이쿠사토촌이 성립하여, 동일 혼고촌은 폐지되었다.

## 교통

### 도로
- 국도 제175호선

## 참고문헌
- 가도카와 일본지명대사전 28 효고현